# ازدواج لغوي

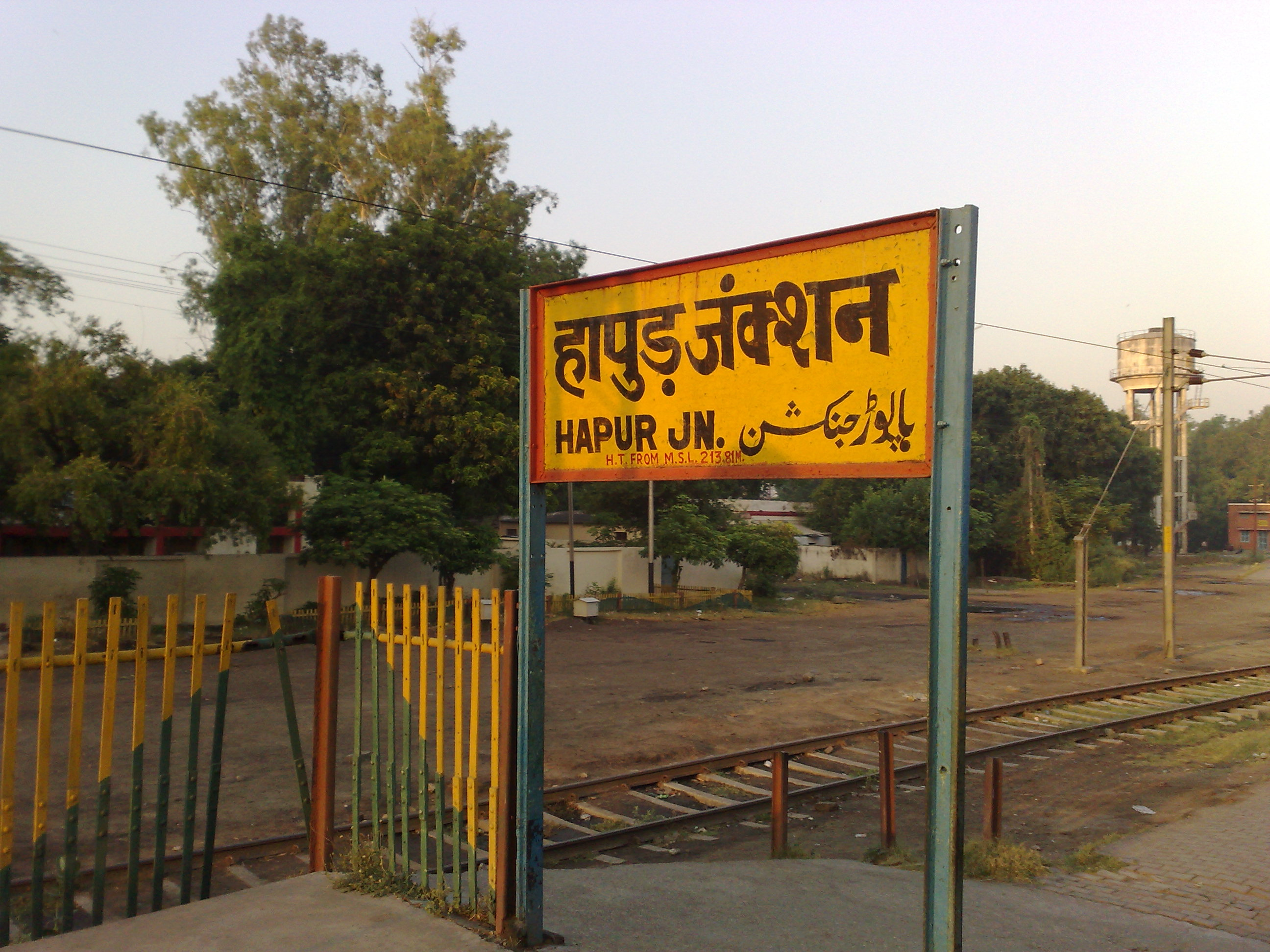

الازدواج اللغوي (باليونانية: διγλωσσία)‏ وتُلفظ: دگلوسّيا، وبالإنجليزية (Diglossia) وتنطق (/daɪˈɡlɒsiə/)[بحاجة لمصدر]؛ هي حالة لسانية مستقرة نسبيًا يتواجد فيها مستويين للكلام من نفس اللغة (كالعامية والفصحى) أو من لغتين مختلفتين (كالعربية والفرنسية) وهذان المستويان يستخدمان بطريقة متكاملة وأحدهما له موقع اجتماعي ثقافي مرموق نسبيًا على الآخر عند المجموعة اللغوية الناطقة بهذه اللغة. بعض الباحثين ذهبوا إلى القول بأن هناك مجموعة من المستويات اللغوية في اللغة العربية وليس فقط مستويين وهذا ما سموه بالتعددية اللغوية.

## الازدواجية والثنائية
لا بد من التفريق بينها وبين الثنائية اللغوية وهي وجود مستوين لغوين مختلفين ليسا من نفس النظام اللغوي في لغة قوم وعلى بقعة جغرافية محددة، مثل وجود اللغة العربية والفرنسية في لغة سكان المغرب العربي الكبير.

## تاريخ الازدواجية
أول من تكلم عن الازدواجية اللغوية بالعموم هو بسيكاري [الإنجليزية] في نهاية القرن التاسع عشر وقد قصد بها حالة اللغة الإغريقية. وبعد ذلك في ثلاثينيات القرن العشرين تحدث وليم مرسيه عن حالة اللغة العربية. ولكن مع شارل فيركسون دخلت الازدواجية اللغوية ضمن علم اللغة الاجتماعي وذلك في مقاله «الازدواجية اللغوية» سنة 1958، والتي ضرب بها مثالًا اللغة العربية.

## الازدواجية في اللغة العربية
تعتبر الحالة العربية من أكثر حالات اللغات شهرة بخصوص الازدواجية اللغوية. وذلك بسبب وجود مستوين واضحين جدًا في هذه اللغة وهما العامية والفصحى وهذا ما أثر بشكل كبير على تعليم العربية لغير الناطقين بها.

## الدراسات عن الازدواجية في اللغة العربية
بدأت بشكل حقيقي منذ بدء الدراسات اللغوية العربية ولكنها همشت بشكل كبير بالرغم من إشارة ابن خلدون إلى هذه المسألة، لكن الدراسات العلمية بدأت من مقالة فيركسون.

## الازدواجية اللغوية كمفهوم
يحضر مصطلح الازدواجية كمتلازمة للحالة اللغوية بوجه عام، وقد رافقها فعليا منذ النشأة الأولى، لكنه لم يتخذ شكلا علميا في مُصنّفات اللغة إلا خلال القرن السابق حيث يعتبر الألماني كارل كرمباخر أول من تحدث عن هذه الظاهرة عام 1902م، لكن يرجع الفضل الحقيقي للفرنسي وليم مارسين في تدشين المصطلح أول مرة بالفرنسية "Ladiglossia" عام 1930م، مُعرِّفا إياه بأنه الصراع القائم بين لغة أدبية مكتوبة وأخرى عامية شائعة. وقد ظل المصطلح محدودا في استعماله حتى قدَّم اللغوي الأميركي شارلز فيرغسون هذا الاصطلاح إلى الإنجليزية عام 1959م، إذ بحث أربع حالات لغوية تتميز بهذه الظاهرة، وهي: العربية، واليونانية، والألمانية السويسرية، واللغة المهجنة في هايتي.
ومن بين ثلاثة آلاف لغة حية يرى الباحثان عباس المصري وعماد أبو الحسن أن اللغة العربية تخضع لهذه الازدواجية بشكل يفوق غيرها من اللغات في الواقع المُعاصر، وهو ما تفسّره جغرافيا انتشارها الواسعة والتباين الكبير بين لهجاتها العامية المتداولة.
والازدواجية (Diglossia) -وفق شارل فيرغسون- عبارة عن صراع بين تنوعين للسان واحد، أحدهما عالي التصنيف لكنه غير شائع، والآخر دون ذلك ولكنه عام وشائع. وهي بذلك تختلف عن الثنائية اللغوية التي يُعبّر عنها بالمصطلح اللاتيني "Bilingualism"، إذ إن الثنائية تُعبّر عن صراع خارجي بين لغتين مختلفتين من حيث المنشأ، كالعربية والفرنسية في بلاد المغرب العربي، بينما تُشكّل الازدواجية صراعا -أو تقابلا- لغويا داخليا بين الفصحى والعامية تظهر فيه الثانية بوصفها تفرعا لهجيا للأولى، حيث "تمثل الفصحى والعامية في سياق اللغة العربية مستويين بينهما فرق أساسي حاسم، يتمثل في أن الفصحى نظام لغوي مُعرَب، أما العامية فقد سقط منها الإعراب بصورة شبه كلية"
وقد عرف العرب الأوائل هذا الازدواج قديما بصورة ظاهرة، حيث اختلفت اللهجات القبلية عن اللغة الرسمية للتدوين الشعري، ولكنه لم يكن على هذا المستوى الحالي من التباعد بين اللغتين، فبين محاولات الحفاظ على لغة رسمية مكتوبة تُسجّل بها أدبيات الأمة وتراثها ولغة دارجة متمددة في شعابها ظهر الفصام اللغوي الواسع بين شعوب الأمة العربية، بل بين أقاليم القطر الواحد في بعض البلاد.